# Gérard Giroudon
Gérard Giroudon, né le 10 août 1949, est un acteur de théâtre, de télévision et de cinéma français, sociétaire de la Comédie-Française, dont il devient le Doyen le 25 juin 2013 puis sociétaire honoraire le 1er janvier 2017.

## Biographie
Souhaitant devenir artiste, il est engagé à l'âge de 16 ans comme soigneur de fauves dans un cirque où il apprend le trapèze volant. Puis il obtient un engagement dans un cabaret de Lyon où il rencontre un professeur d'art dramatique qui lui conseille d'entrer au Conservatoire.
Il est engagé à Lyon par Roger Planchon, puis par Jean Meyer l'engage au Théâtre des Célestins.
Il entre ensuite à la Rue Blanche dans la classe de Daniel Lecourtois puis est l'élève de Maurice Jacquemont et de Jean-Laurent Cochet au Conservatoire national supérieur d'art dramatique où il obtient en 1974 un second prix de Comédie.

## Théâtre

### Hors Comédie-Française
- 1967 : Les Cavaliers d'Aristophane, mise en scène Gilles Chavassieux, Lyon
- 1969 : La Contestation et la mise en pièces de la plus illustre des tragédies françaises "Le Cid" de Pierre Corneille, mise en scène Roger Planchon, Théâtre de la Cité de Villeurbanne
- 1969 : Le Mariage de Figaro de Beaumarchais, mise en scène Jean Meyer, Théâtre des Célestins
- 1971 : Lorenzaccio d'Alfred de Musset, mise en scène Jean Meyer, Odéon antique
- 1972 : Des frites, des frites, des frites... d'Arnold Wesker, mise en scène Pierre Chaussat et Gérard Vergez, Théâtre de Chaillot
- 1974 : L'Odyssée pour une tasse de thé de Jean-Michel Ribes, mise en scène de l'auteur, Théâtre de la Ville

### Carrière à la Comédie-Française
- Entrée à la Comédie-Française le 1er septembre 1974
- Sociétaire le 1er janvier 1981
- 469e sociétaire
- Doyen le 25 juin 2013
- Sociétaire honoraire le 1er janvier 2017

- 1973 : Chez les Titch de Louis Calaferte, mise en scène Jean-Pierre Miquel, Comédie-Française au Petit Odéon (élève du conservatoire)
- 1974 : La Nostalgie, Camarade de François Billetdoux, mise en scène Jean-Paul Roussillon, Comédie-Française au Théâtre de l'Odéon
- 1974 : L'Impromptu de Marigny de Jean Poiret, mise en scène Jacques Charon, Comédie-Française au Théâtre Marigny
- 1974 : Gil Blas de Santillane, feuilleton télévisé en 13 épisodes d'après l’Histoire de Gil Blas de Santillane d'Alain-René Lesage et réalisé par Jean-Roger Cadet
- 1975 : Une lune pour les déshérités d'Eugène O'Neill, mise en scène Jacques Rosner, Comédie-Française au Petit Odéon
- 1975 : L'Île de la raison de Marivaux, mise en scène Jean-Louis Thamin, Comédie-Française au Théâtre Marigny
- 1975 : La Surprise de l'amour de Marivaux, mise en scène Simon Eine, Comédie-Française au Théâtre Marigny
- 1976 : Cyrano de Bergerac de Edmond Rostand, mise en scène Jean-Paul Roussillon
- 1976 : La Commère de Marivaux, mise en scène Jean-Paul Roussillon
- 1976 : Lorenzaccio d'Alfred de Musset, mise en scène Franco Zeffirelli
- 1977 : Lorenzaccio d'Alfred de Musset, mise en scène Franco Zeffirelli
- 1977 : Paralchimie de Robert Pinget, mise en scène Yves Gasc, Comédie-Française au Petit Odéon
- 1978 : La Trilogie de la villégiature de Carlo Goldoni, mise en scène Giorgio Strehler, Comédie-Française au Théâtre national de l'Odéon
- 1979 : La Trilogie de la villégiature de Carlo Goldoni, mise en scène Giorgio Strehler, Comédie-Française au Théâtre national de l'Odéon
- 1979 : Les Trois Sœurs de Anton Tchekhov, mise en scène Jean-Paul Roussillon, Comédie-Française au Théâtre de l'Odéon
- 1981 : La locandiera de Carlo Goldoni, mise en scène Jacques Lassalle
- 1981 : La Dame de chez Maxim de Georges Feydeau, mise en scène Jean-Paul Roussillon
- 1984 : Rue de la Folie Courteline, montage conçu et réalisé par Moshe Leiser et Patrice Caurier
- 1985 : La Tragédie de Macbeth de William Shakespeare, mise en scène Jean-Pierre Vincent, Festival d'Avignon
- 1985 : Le Savon de Francis Ponge, mise en scène Christian Rist, Festival d'Avignon
- 1985 : La Parisienne d'Henry Becque, mise en scène Paul Vecchiali
- 1986 : La Parisienne d'Henry Becque, mise en scène Paul Vecchiali, tournée
- 1989 : Michelet ou le Don des larmes d'après Jules Michelet, mise en scène Simone Benmussa, Comédie-Française au Petit Odéon
- 1989 : Comme il vous plaira de William Shakespeare, mise en scène Lluís Pasqual (es)
- 1990 : Le Médecin malgré lui de Molière, mise en scène Dario Fo
- 1990 : Le Café de Carlo Goldoni, mise en scène Jean-Louis Jacopin
- 1991 : La Fausse Suivante de Marivaux, mise en scène Jacques Lassalle
- 1992 : Antigone de Sophocle, mise en scène Otomar Krejča, Salle Richelieu
- 1992 : George Dandin de Molière, mise en scène Jacques Lassalle
- 1993 : Le Silence de Nathalie Sarraute, mise en scène Jacques Lassalle, Théâtre du Vieux-Colombier
- 1994 : Lucrèce Borgia de Victor Hugo, mise en scène Jean-Luc Boutté, Opéra-Comique
- 1994 : Le Prince de Hombourg d'Heinrich von Kleist, mise en scène Alexander Lang, Théâtre Mogador, Salle Richelieu
- 1995 : Occupe-toi d'Amélie de Georges Feydeau, mise en scène Roger Planchon, Salle Richelieu
- 1995 : Le Prince de Hombourg d'Heinrich von Kleist, mise en scène Alexander Lang, Salle Richelieu
- 1996 : Les Fausses Confidences de Marivaux, mise en scène Jean-Pierre Miquel
- 1997 : Jacques ou la soumission d'Eugène Ionesco, mise en scène Simon Eine
- 1998 : Les Fourberies de Scapin de Molière, mise en scène Jean-Louis Benoît
- 1998 : Les Femmes savantes de Molière, mise en scène Simon Eine
- 1999 : Le Mariage forcé de Molière, mise en scène Andrzej Seweryn
- 2000 : Les Fourberies de Scapin de Molière, mise en scène Jean-Louis Benoît, tournée
- 2000 : L'Avare de Molière, mise en scène Andrei Șerban (en)
- 2001 : Jeudis festifs de Katalin Thuróczy, mise en lecture Jacques Connort, Studio-Théâtre
- 2001 : Helga la folle de László Darvasi, mise en lecture Balázs Géra, Studio-Théâtre
- 2001 : Une visite inopportune de Copi, mise en scène Lukas Hemleb, Studio-Théâtre
- 2001 : Le Malade imaginaire de Molière, mise en scène Claude Stratz
- 2002 : Weisman et Copperface de George Tabori, mise en scène Jacques Connort, Studio-Théâtre
- 2002 : Une visite inopportune de Copi, mise en scène Lukas Hemleb, Théâtre du Vieux-Colombier
- 2003 : La Forêt d'Alexandre Ostrovski, mise en scène Piotr Fomenko
- 2003 : La Nuit des rois de William Shakespeare, mise en scène Andrzej Seweryn
- 2004 : Les Fables de La Fontaine, mise en scène Bob Wilson, Salle Richelieu
- 2004 : Le Conte d'hiver de William Shakespeare, mise en scène Muriel Mayette, Studio-Théâtre
- 2004 : La Nuit des rois de William Shakespeare, mise en scène Andrzej Seweryn
- 2005 : Le Tartuffe de Molière, mise en scène Marcel Bozonnet
- 2005 : Les Fables de La Fontaine, mise en scène Bob Wilson, Salle Richelieu
- 2006 : L'Espace furieux de Valère Novarina, mise en scène de l'auteur
- 2007 : La Festa de Spiro Scimone, mise en scène Galin Stoev, Théâtre du Vieux-Colombier
- 2007 : Le Malade imaginaire de Molière, mise en scène Claude Stratz
- 2007 : Les Fables de La Fontaine, mise en scène Bob Wilson, Salle Richelieu
- 2008 : Jacques Copeau, Pensées, mise en scène Jean-Louis Hourdin, Théâtre du Vieux-Colombier
- 2009 : Les affaires sont les affaires d'Octave Mirbeau, mise en scène Marc Paquien, Théâtre du Vieux-Colombier
- 2011 : Les Joyeuses Commères de Windsor de William Shakespeare, mise en scène Andrés Lima, Salle Richelieu
- 2011 : Le Malade imaginaire de Molière, mise en scène Claude Stratz
- 2011 : Les affaires sont les affaires d'Octave Mirbeau, mise en scène Marc Paquien, Théâtre du Vieux-Colombier
- 2011-2012 : Le Jeu de l'amour et du hasard de Marivaux, mise en scène Galin Stoev, Salle Richelieu
- 2012 : Le Malade imaginaire de Molière, mise en scène Claude Stratz, Théâtre Éphémère

## Filmographie

### Cinéma
- 1999 : Ça commence aujourd'hui de Bertrand Tavernier
- 2023 : Le Grand Cirque de Booder

### Télévision
- 1973 : Molière pour rire et pour pleurer de Marcel Camus
- 1974 : Gil Blas de Santillane de Jean-Roger Cadet
- 1974 : Chez les Titch de Louis Calaferte, mise en scène Jean-Pierre Miquel, réalisation Jacques Audoir, (Comédie-Française)
- 1976 : La Commère de Marivaux, mise en scène Jean-Paul Roussillon, réalisation Nat Lilienstein, (Comédie-Française)
- 1977 : Le Misanthrope de Molière, réalisation Jean-Paul Carrère, (Comédie-Française)
- 1979 : Les Acteurs de bonne foi de Marivaux, réalisation François Chatel, (Comédie-Française)
- 1979 : Le Triomphe de l'amour de Marivaux, réalisation Édouard Logereau, (Comédie-Française)
- 1980 : Les Amours de la Belle Époque : Mon amie Nane de Dominique Giuliani
- 1980 : Lettres d'amour sur papier bleu d'Arnold Wesker, réalisation Édouard Logereau
- 1980 : Les Trois Sœurs d'Anton Tchekhov, réalisation Jean-Marie Coldefy, (Comédie-Française)
- 1980 : Au théâtre ce soir : Une rose au petit déjeuner de Pierre Barillet et Jean-Pierre Gredy, mise en scène René Clermont, réalisation Pierre Sabbagh, Théâtre Marigny
- 1982 : La locandiera de Carlo Goldoni, réalisation Yves-André Hubert, (Comédie-Française)
- 1998 : Les Fourberies de Scapin de Molière, mise en scène et réalisation Jean-Louis Benoît, (Comédie-Française)
- 1999 : Le Mariage forcé de Molière, mise en scène Andrzej Seweryn, réalisation Stéphane Bertin, (Comédie-Française)
- 1999 : La Voleuse de Saint-Lubin de Claire Devers : Monsieur Brun
- 1999 : PJ : Casting de Frédéric Krivine
- 2001 : L'Avare de Molière, mise en scène Andrei Șerban, réalisation Yves-André Hubert, (Comédie-Française)
- 2003 : Les Femmes savantes de Molière, mise en scène Simon Eine, réalisation Georges Bensoussan, (Comédie-Française)
- 2005 : Une visite inopportune de Copi, mise en scène Lukas Hemleb, réalisation Don Kent, (Comédie-Française)

## Distinction
- Officier de l'ordre des Arts et des Lettres [2],[3].